# Calvin Smith
Ne doit pas être confondu avec Calvin Smith, Jr..
Calvin Smith, né le 8 janvier 1961 à Bolton dans l'État du Mississippi, est un athlète américain spécialiste du sprint. Il a été détenteur du record du monde du 100 mètres et a été double champion du monde du 200 m. Il est considéré comme l'un des plus grands sprinteurs mondiaux des années 1980. Ses performances ont souvent été éclipsées par celles de son compatriote Carl Lewis.

## Biographie
Calvin Smith, débute par le football américain, jusqu'à ce qu'un entraîneur l'oriente vers la piste d'athlétisme. Étudiant à l'Université de l'Alabama, il remporte de nombreux titres universitaires sur les épreuves de sprint court au début des années 1980.
Le 3 juillet 1983, il participe au meeting de Colorado Springs, Colorado, qui se déroule sur le stade de la base militaire à 2 225 mètres d'altitude. Initialement, il avait prévu de ne disputer que le relais 4 × 100 mètres. Pourtant, lorsqu'il assiste au record du monde de sa compatriote Evelyn Ashford sur 100 mètres, il décide de participer au 100 mètres individuel, en l'absence de Carl Lewis et d'Emmit King, qui l'avaient battu aux championnats américains. D'un gabarit fluet (65 kg pour 1,78 m), il jaillit des starting-blocks, et profitant d'un vent favorable d'1,38 m/s, il établit en 9 s 93 une nouvelle marque mondiale, effaçant des tablettes le vieux record du monde de Jim Hines réalisé quinze ans auparavant, aux Jeux de Mexico.
Un mois plus tard, lors des premiers Championnats du monde d'athlétisme à Helsinki, Smith monte à trois reprises sur le podium. Il termine d'abord deuxième du 100 mètres remporté par Carl Lewis, avant de s'imposer sur 200 mètres en 20 s 14, devançant Elliott Quow et Pietro Mennea. Avec ses compatriotes du relais 4 × 100 mètres (Emmit King, Willie Gault et Carl Lewis), Smith obtient le titre en réalisant une nouvelle meilleure marque mondiale sur la distance en 37 s 86. La même année, à l'occasion du meeting de Zurich, il devient le premier athlète à courir en moins de 10 secondes au 100 mètres (9 s 97), et en moins de 20 secondes au 200 mètres (19 s 99) lors d'une même soirée.
Lors des Jeux olympiques de 1984 à Los Angeles, il s'impose à nouveau en finale du relais 4 × 100 mètres. L'équipe américaine, composée également de Sam Graddy, Ron Brown et Carl Lewis, établissent un nouveau record mondial en 37 s 83.
Calvin Smith conserve de justesse son titre du 200 mètres aux Championnats du monde 1987 à Rome. Il réalise en effet le même temps que le Français Gilles Quénéhervé (20 s 16), mais est déclaré vainqueur de la course par les juges après visualisation de la photo-finish. Le Britannique John Regis complète le podium.
En 1988, aux Jeux olympiques de Séoul, Smith participe à la finale du 100 mètres la plus controversée de l'histoire. Terminant dans un premier temps quatrième de la course, il reçoit finalement la médaille de bronze à la suite du déclassement du Canadien Ben Johnson pour cause de dopage. Pourtant favorite de l'épreuve du relais 4 × 100 mètres, l'équipe des États-Unis est éliminée dès les séries à la suite d'une disqualification pour passage de témoin hors-zone.
Smith a poursuivi sa carrière d'athlète jusqu'au début des années 1990, et fut nommé capitaine de l'équipe américaine d'athlétisme lors des grandes compétitions.
Il est le père de Calvin Smith, Jr., coureur de 400 mètres en activité.

## Palmarès
| Année | Compétition                             | Lieu        | Résultat | Épreuve   |
| ----- | --------------------------------------- | ----------- | -------- | --------- |
| 1983  | Championnats du monde                   | Helsinki    | 2e       | 100 m     |
| 1983  | Championnats du monde                   | Helsinki    | 1er      | 200 m     |
| 1983  | Championnats du monde                   | Helsinki    | 1er      | 4 × 100 m |
| 1984  | Jeux olympiques                         | Los Angeles | 1er      | 4 × 100 m |
| 1985  | Coupe du monde des nations d'athlétisme | Canberra    | 1er      | 4 × 100 m |
| 1985  | Finale du Grand Prix IAAF               | Rome        | 1er      | 200 m     |
| 1987  | Championnats du monde                   | Rome        | 1er      | 200 m     |
| 1987  | Finale du Grand Prix IAAF               | Bruxelles   | 2e       | 200 m     |
| 1988  | Jeux olympiques                         | Séoul       | 3e       | 100 m     |
| 1988  | Finale du Grand Prix IAAF               | Bruxelles   | 1er      | 100 m     |
| 1992  | Coupe du monde des nations d'athlétisme | La Havane   | 1er      | 100 m     |
| 1992  | Coupe du monde des nations d'athlétisme | La Havane   | 1er      | 4 × 100 m |

## Records
| Épreuve | Temps                           | Date           | lieu             |
| ------- | ------------------------------- | -------------- | ---------------- |
| 100 m   | 9 s 93 (ancien record du monde) | 3 juillet 1983 | Colorado Springs |
| 200 m   | 19 s 99                         | 24 août 1983   | Zurich           |

## Sources
- (en) Cet article est partiellement ou en totalité issu de l’article de Wikipédia en anglais intitulé « Calvin Smith » (voir la liste des auteurs).